# Oszlopos Szent Dániel
Oszlopos Szent Dániel (ógörögül: Δανιὴλ ὁ Στυλίτης, latinul: Daniel Stylita), (409 – 493. december 11.) ókori szíriai stylita.

## Élete
Dániel a szíriai Maratha helységben vagy Szamoszatában született keresztény családból. Édesapját Illésnek, édesanyját Mártának hívták. Édesanyja már 5 évesen bemutatta egy kolostor elöljárójának, de Dánielt csak 7 év múlva fogadták be szerzetesnek. (Ekkor kapta Dániel nevét is.) Egy alkalommal elöljáróit kísérve találkozott Idősebb Oszlopos Szent Simeonnal, aki nagy hatást gyakorolt rá.
Dániel később saját monostorának az elöljárója lett, majd lemondott tisztségéről, és vándorléletbe kezdett. 5 éves újta alatt sorra látogatta Szíria és Palesztina remetéit, majd Konstantinápolyban telepedett le. Rövid idő után azonban azt is elhagyta, és Anaple mellett – Oszlopos Szent Simeon példáját követve – egy oszlopra költözött fel. 42 éves volt ekkor (tehát 451 körül), és élete hátralévő részét stylitaként élte le.
A hideg és hőség minden próbáját és a test romlandóságát eltűrve élt sokáig, és oszlopáról nem akart leszállni semmiféle kérésre. Ugyan nem bocsátkozott teológiai vitákba, de nagy hatást tett mind vallási, mind politikai téren a környezetére és I. León és Zénón bizánci császárokra is, akik gyakran felkeresték őt tanácsait kérve. Egy alkalommal szállt le mégis az oszlopról, és ment a fővárosba a monofizitizmus kapcsán nyilatkozni az ortodoxia védelmében. 80 éves kor fölött hunyt el, és oszlopa tövében temették el. A bizánci egyház szentként tiszteli. Ünnepnapja december 11. Korabeli életrajzát a Patrologia Graeca 116. kötete tartalmazza (969–1037), de magyarul is megjelent (l. alul).
Az 5. századi Kürosz Panopolitész költő így számol be Dánielről:
Oszlopos Dániel
Ott középen az ég meg a föld közt áll ez a férfi,

S bárhogyan is rohamoz körben a szél – sose fél.

Dániel, így hívják, s vetekeve a nagy Simeonnal

kettős oszlopon áll, abban ereszt gyökeret.

Mennyei éhséggel táplálkozik, angyali szomjjal

így hirdetve a szent Szűzanya drága fiát.

## Korabeli életrajza magyarul
- Abba Dániel életrajza, ford. Hasznos Andrea, In: Istenek, szentek, démonok Egyiptomban – Hellénisztikus és császárkori vallástörténeti szövegek, Szerk. Bugár István, Luft Ulrich, Kairosz Kiadó, Budapest, 2003, ISBN 963 9484 76 8, 329–343. o.